# 赤嶺正信
赤嶺親雲上正信（あかみね ぺーちん せいしん、康煕元年〈1662年〉8月3日 - 乾隆3年〈1738年〉9月23日）は、琉球王国の士族・官人。童名は眞龜、唐名は郭宗儀。寧波親雲上正親の長男。郭氏許田家四世。号は鳳来。

## 生涯
康煕元年（1662年）に生まれる。父は寧波親雲上正親、母は平安山尓也出身の武樽金。正室は西村兼次筑登之の娘・思玉。康煕8年（1669年）、父・正親の死去に伴い跡目を継ぎ、知行高30斛を賜る。以後、王府の筆者職を歴任し、接貢や進貢使節の随行、評定所主取、御物城など様々な役職を務めた。康煕32年（1693年）には向氏名嘉地親雲上朝記らとともに明国に派遣され、暴風によって広東潮州府外に漂着するなど、過酷な使節任務を経験した。以後も接貢船や大唐船の大筆者として数度にわたり福州に渡航している。
康煕48年（1709年）には大和横目に任命され、漂着貨物の巡察や検見を担当した。また、宮古御蔵大屋子や御假屋守、糸宰領なども歴任。康煕53年（1714年）、尚益王御三年忌に際しては御法事の躍奉行を務めた。康煕54年（1715年）には御物城に任じられ、乾隆元年（1736年）には冠船御振舞を司った。乾隆3年（1738年）9月23日に死去。享年77。号は鳳来。

## 系譜
- 父：寧波親雲上正親（郭世忠）
- 母：武樽金（平安山尓也の農民）
- 妻：思玉（西村兼次筑登之の娘）
- 嗣子：赤嶺筑登之正明（五世）